# Carlo Veo
Carlo Veo (Roma, 2 maggio 1922 – Roma, 8 giugno 1995) è stato uno sceneggiatore e regista italiano.

## Biografia
Fra gli anni cinquanta e ottanta lavorò ad oltre 30 sceneggiature, principalmente della commedia all'italiana e della commedia erotica all'italiana. Inoltre diresse 6 film, 2 dei quali sotto lo pseudonimo di Charlie Foster.

## Filmografia

### Regista e sceneggiatore
- Spade senza bandiera (1960)
- Pesci d'oro e bikini d'argento (1961)
- Mondo matto al neon (1963)
- Per una manciata d'oro (1965)
- Amore all'arrabbiata (1976)

### Regista
- Mondo matto al neon (1963)
- Tarzak contro gli uomini leopardo (1964)

### Sceneggiatore
- Il sentiero dell'odio, regia di Sergio Grieco (1950)
- Io, Amleto, regia di Giorgio Simonelli (1952)
- Primo premio: Mariarosa,  regia di Sergio Grieco (1952)
- Fermi tutti... arrivo io!, regia di Sergio Grieco (1953)
- Tua per la vita, regia di Sergio Grieco (1955)
- Da qui all'eredità, regia di Riccardo Freda (1955)
- Il campanile d'oro, regia di Giorgio Simonelli (1955)
- Lo spadaccino misterioso, regia di Sergio Grieco (1956)
- Giovanni dalle Bande Nere, regia di Sergio Grieco (1956)
- Non cantare, baciami!, regia di Giorgio Simonelli (1957)
- Il mio amico Jekyll, regia di Marino Girolami (1960)
- Le magnifiche 7, regia di Marino Girolami (1961)
- Le ambiziose, regia di Antonio Amendola (1961)
- Superspettacoli nel mondo (1963)
- ...E divenne il più spietato bandito del sud, regia di Julio Buchs (1967)
- Non mi dire mai goodbye, regia di Gianfranco Baldanello (1967)
- W le donne, regia di Aldo Grimaldi (1970)
- Venga a fare il soldato da noi, regia di Ettore Maria Fizzarotti  (1971)
- Quel gran pezzo dell'Ubalda tutta nuda e tutta calda, regia di Mariano Laurenti (1972)
- La bella Antonia, prima monica e poi dimonia, regia di Mariano Laurenti (1972)
- Giovannona Coscialunga disonorata con onore, regia di Sergio Martino (1973)
- Maria Rosa la guardona, regia di Marino Girolami (1973)
- Campa carogna... la taglia cresce, regia di Giuseppe Rosati (1973)
- La moglie vergine, regia di Franco Martinelli (1975)
- Amici più di prima, regia di Marino Girolami, Giovanni Grimaldi e Giorgio Simonelli (1976)
- Kakkientruppen, regia di Marino Girolami (1977)
- L'insegnante balla... con tutta la classe, regia di Giuliano Carnimeo (1979)
- Dove vai se il vizietto non ce l'hai?, regia di Marino Girolami (1979)
- La locanda della maladolescenza, regia di Marco Sole (1980)
- Mia moglie torna a scuola, regia di Giuliano Carnimeo (1981)
- Giggi il bullo, regia di Marino Girolami (1982)

## Teatro
- È arrivato un bastimento... rivista di Carlo Veo con il Club del Ritmo di Armando Trovajoli e Anna Maria Dionisi, prima al Teatro 4 Fontane di Roma il 28 agosto 1944.

## Varietà radiofonici Eiar
- Radioannunci economico, rivista di Carlo Veo, con Rina Franchetti, Wanda Tettoni, Gustavo Conforti, orchestra Spaggiari, regia di Silvio Gigli, trasmessa il 31 marzo 1942
- Fantasia di Primavera, rivista di Carlo Veo, con Fausto Tommei, regia di Guido Barbarisi, trasmessa il 17 aprile 1942

## Varietà radiofonici Rai
- Luci del varietà, rassegna d'arte varia a cura di Carlo Veo e Padella,  regia di Tito Angeletti, (1953)
- Capodanno che passione..., variazioni su tema di Castaldo, Dino Verde, Jurgens, D'Alba e Carlo Veo, regia di Riccardo Mantoni, trasmessa il 31 dicembre 1953
- Ripensandoci meglio, rivista di Carlo Veo, regia di Nino Meloni, trasmessa il 18 luglio 1954.
- Teatrino all'aperto, varietà di Veo e Padella, con il Quartetto Cetra, trasmesso il 11 agosto 1954.
- Varietà in vacanza, di Carlo Veo, regia di Tito Angeletti (1955)